# Pitch shift
In musica, il pitch shift è una variazione di frequenza della nota musicale, ridotta o aumentata di una certa quantità.
Intuitivamente, l'effetto può essere banalmente riprodotto con un elastico teso fra le mani e pizzicato. Se durante la vibrazione l'elastico viene ulteriormente allungato, il suono prodotto diverrà più acuto; se esso viene rilasciato, il suono diverrà più grave.
Ad esempio, con una chitarra, si può ottenere un pitch shift verso il basso allentando la corda pizzicata, grazie all'utilizzo del tremolo oppure verso l'alto facendo scorrere il dito che ha pizzicato la corda sulla tastiera, ortogonalmente alla corda stessa.
Con una tastiera elettronica o sintetizzatore per gli effetti di pitch shift è possibile usare una leva chiamata bender o pitch wheel (tale controllo può essere in una ruota verticale o in un joystick a 360° che contiene anche la modulazione), e accedendo alle specifiche funzioni di programmazione dello strumento per regolare il numero di semitoni di cui la nota verrà abbassata e alzata. Tale tecnica è in particolar modo negli assoli, per rendere la transizione da una nota all'altra più fluida e per creare effetti particolari.
Altre tecniche sono comunemente adottate per tanti altri strumenti musicali.
Le variazioni più tipiche del pitch sono di un semitono o di un tono, ma possono essere applicate variazioni anche superiori.
Il pitch shifter è un apparato che permette di alterare l'altezza del suono in modo controllato dal musicista o dal tecnico del suono. Con l'utilizzo di linee di ritardo prevalentemente di tipo digitale, il suono viene quantizzato (suddiviso in porzioni di tempo), memorizzato in una serie di celle di memoria ad una data velocità e quindi riletto a velocità differente, ottenendo la variazione di tono desiderata. Esistono implementazioni molto sofisticate del pitch shifter, destinate sia a produrre effetti spettacolari, come seconde e terze voci contemporanee alla principale e regolate su precisi intervalli di nota (in questo caso si chiamano harmonizer), sia anche a correggere in tempo reale la voce di un cantante in un contesto dal vivo, mantenendola libera da stecche o stonature.